# Nāzūl
Nāzūl (persiska: نازول) är en ort i Iran.   Den ligger i provinsen Hamadan, i den nordvästra delen av landet, 300 km sydväst om huvudstaden Teheran. Nāzūl ligger 1 810 meter över havet och antalet invånare är 417.
Terrängen runt Nāzūl är kuperad åt sydväst, men åt nordost är den platt. Runt Nāzūl är det ganska tätbefolkat, med 160 invånare per kvadratkilometer. Närmaste större samhälle är Malāyer, 12,3 km nordost om Nāzūl. Trakten runt Nāzūl består i huvudsak av gräsmarker.